# أبو الحسن البكري (أندلس)

نسخة من كتاب أبي الحسن: الأنوار بالعجمية الأندلسية تعود للقرن السادس عشر

أبو الحسن أحمد بن عبد الله بن محمد البكري (المعروف بأبي الحسن البكري) هو المؤلف المزعوم للعديد من الأعمال الإسلامية باللغة العربية، وأبرزها السيرة النبوية بعنوان كتاب الأنوار. ليس هناك إجماع بشأن تاريخيته (إن كان قد عاش) أو ازدهاره (عندما عاش).

## الحياة
يتفق فرانز روزنثال، وبواز شوشان، وفريدريك كولبي على أن بكري كان موجودًا، على الأقل باعتبارها فرضية عمل. لا تزال مسألة وجوده دون حل لأن العديد من الأعمال المنسوبة إليه لا تزال غير منشورة وغير محللة. العصور الرئيسة المتنافسة على حياة البكري هي القرنين التاسع والثالث عشر الميلاديين.
أقدم قاموس إسلامي للسير الذاتية يحتوي على مدخل عن البكري هو قاموس الذهبي، الذي توفي عام 1348. ويستشهد الأنوار بمؤلفين كتبوا في النصف الثاني من القرن الثالث عشر، وهناك مخطوطة مؤرخة للعمل تعود إلى عام 1295. وبقبول أن البكري كان هو الجامع أو الراوي النهائي للأنوار ، زعم روزنتال أنه كتب في أواخر القرن الثالث عشر. ومن ناحية أخرى، هناك إشارة إلى شخص معين هو أبي الحسن عبد الله البكري في كتاب "بدع الخلق وقصص الأنبياء" عمارة بن وثيمة، الذي توفي في عام 902. يبدو أن هذا المقطع مأخوذ من الأنوار. يزعم بواز شوشان أن البكري التاريخي عاش في القرن التاسع وكتب الأنوار، والتي وسعها لاحقًا آخرون، وهو الموقف الذي دافع عنه سابقًا جورجيو ليفي ديلا فيدا. وقد نسبت إليه أعمال لاحقة أخرى خطأً. يرفض شوشان الرأي القائل بأن البكري هو مجرد "اختراع أدبي" وشخصية خيالية من أواخر العصور الوسطى.
لا يُعرف الكثير عن بكري، وهو ما قد يفسر غيابه عن القواميس المبكرة. ربما كان من البصرة أو نشطًا فيها، حيث يُطلق عليه أحيانًا اسم "واعظ البصرة". ويسميه ابن تيمية أشعريًّا.

## الكتابات

### قائمة الأعمال
وينسب الذهبي إلى البكري ستة أعمال:
- ضياء الأنوار ، المسمى الذروا في السيرة النبوية لابن حجر العسقلاني ، سيرة محمد [9]
- رأس الغول ويسمى أيضًا فتوح اليمن المعروف برأس الغول [9]
- شر الدهر [9]
- كتاب قلندجة [9]
- حصن الدولب [9]
- كتاب الحصون السبع وصاحبها هدام بن الحجاف وحروب الإمام علي معه، ربما هو نفس العمل المعروف بقصة سير الإمام علي بن أبي طالب ومحاربه الملك الهدام بن الحجاف وقتله الحصون السبع [9]

هناك ما لا يقل عن ثلاثين آخرين معروفين من أرشيفات مختلفة. هذه في الغالب معالجات روائية خيالية للفتوحات الإسلامية المبكرة، أي المغازي، على الرغم من أن المولد (قصيدة في مدح محمد) يُنسب إليه أيضًا. ليس كل هذه الإسنادات إليه حقيقية. 

### كتاب الأنوار

بداية النسخة اللاتينية من الأنوار من مخطوطة من القرن الثاني عشر

وقد نجا كتاب الأنوار العربي في أكثر من اثنتي عشرة مخطوطة، معظمها من القرنين السابع عشر والثامن عشر. تم صنع أقدم نسخة في دانية في عام 1295 وهي الآن موجودة على رفوف [الإنجليزية] بورج. ع. 125  في مكتبة الفاتيكان. ترجم هيرمان كارينثيا جزءًا من الأنوار، أو أحد نصوصها المصدرية، إلى اللاتينية في عامي 1142 و1143، تحت عنوان: كتاب نسب محمد وتربيته (باللاتينية: Liber de generatione Mahumet et nutritura eius )، كجزء من المشروع المعروف الآن باسم مجموعة طليطلة برعاية دير كلوني [الإنجليزية]. وقد بقيت النسخة اللاتينية موجودة في 23 مخطوطة على الأقل من القرن الثاني عشر إلى القرن السادس عشر. عمل هيرمان في مدينة ليون. كما تم تداول كتاب الأنوار في إسبانيا بالأبجدية العجمية، أي مترجمًا إلى الرومانسية الأندلسية ومكتوبًا بالخط العربي، تحت عنوان كتاب الأنوار (باللاتينية: El Libro de las luces). ومن المعروف أنه مكتوب من خمس مخطوطات على الأقل.
الأنوار هي رواية عن نسب محمد وعن حياته المبكرة حتى بداية مبعثه. العنصر الرئيس هو النور المحمدي، النور الخاص أو جوهر محمد، والذي هو بدائي وانتقل من آدم إليه. على الرغم من قبول هذه العقيدة لدى أهل السنة، إلا أنها لعبت دورًا أكبر بكثير في الشيعة، حيث إيمانهم بها أكبر. يصف كتاب الأنوار خلق النور على يد جبريل من خلال خلط قبضة بيضاء مع غبار من الأرض حيث سيكون قبر محمد . ثم غسل في تسنيم وسائر عيون الجنة قبل أن ينزل على آدم؛ وهذه القصة من أكبر ما رده علماء السنة والشيعة على الكتاب.
يُمكن القول بأن كتاب الأنوار أُلِّف لجمهور شعبي، فهو يتضمن العديد من الأساطير والخرافات وتختلف في كثير من النواحي عن الروايات الأكثر تقليدية، لذلك واجه الكتاب ردودًا كثيرة. ويتضمن رواية للحصار الإثيوبي لمكة. تنتهي أقدم نسخة باقية (من عام 1295) بدخول النبي محمد في تجارة السيدة خديجة، بينما تنتهي الإصدارات الأحدث والأكثر اكتمالاً بزواجهما.

### الاستقبال
كانت الأعمال المنسوبة إلى البكري شائعة، لكن العلماء المسلمين لم يكن لهم رأي يذكر عنه. يقول الذهبي إنه كان "كذابًا ومحتالًا" و"مخترعًا للقصص"، ولكنه كان مشهورًا في مكتبات دمشق. وكان الباحثون اللاحقون لاذعين بنفس القدر في تقييماتهم. وفي وقت لاحق من نفس القرن، كتب ابن كثير مقارنة بين سيرة البكري (أي كتاب الأنوار) والسيرة الشعبية، مثل سيرة ذي الهمة والبطل ، وسيرة عنترة ، وسيرة الدنيف. ويصف "كذب" بكري بأنه "إثم وخطيئة عظيمة". ويشير الصفدي، الذي توفي عام 1363، إلى "أكاذيبه التي لا مثيل لها". في القرن الخامس عشر، كتب العسقلاني أنه "لا يوجد حتى وصف دقيق واحد لإحدى غزوات محمد" في أعمال البكري. وقد أدانهم أيضًا برهان الدين الحلبي والقلقشندي الذي اعتبره كذابًا نموذجيًا. وفي القرن السادس عشر، أصدر ابن حجر الهيتمي فتوى تحرم قراءتها.

## ملحوظات
1. ↑  نسخة من هذه المخطوطة متاحة على الإنترنت: MS Borg. ar. 125.

## فهرس
- Colby، Frederick S. (2008). Narrating Muḥammad's Night Journey: Tracing the Development of the Ibn ʿAbbās Ascension Discourse. State University of New York.
- De la Cruz Palma، Óscar (2011). "Notas a la lectura del Liber de generatione Mahumet (trad. de Hermán de Carintia, 1142–1143)". في J. Martínez Gázquez؛ Ó. de la Cruz Palma؛ C. Ferrero Hernández (المحررون). Estudios de latín medieval hispánico. SISMEL. ص. 609–625. Preprint online.
- De la Cruz Palma، Óscar؛ Ferrero Hernández، Cándida (2011). "Hermann of Carinthia". في David Thomas؛ Alex Mallett؛ Juan Pedro Monferrer Sala؛ Johannes Pahlitzsch؛ Mark Swanson؛ Herman Teule؛ John Tolan (المحررون). Christian–Muslim Relations: A Bibliographical History. Leiden: Brill. ج. 3 (1050–1200). ص. 497–507.
- Di Cesare، Michelina (2012). The Pseudo-Historical Image of the Prophet Muhammad in Medieval Latin Literature: A Repertory. De Gruyter.
- Fierro، Maribel (2011–2013). "El Kitāb al-anwār y la circulación de libros en al-Andalus". Sharq al-Andalus. ج. 20: 97–108. مؤرشف من الأصل في 2023-02-20.
- Fierro، Maribel (2016). "How Do We Know about the Circulation of Books in al-Andalus? The Case of al-Bakrī's Kitāb al-Anwār". Intellectual History of the Islamicate World. ج. 4: 152–169. DOI:10.1163/2212943X-00401009. hdl:10261/193376.
- Lugo Acevedo، María Luisa (2008). El Libro de las luces: leyenda aljamiada sobre la genealogía de Mahoma. SIAL Ediciones.
- Lugo Acevedo، María Luisa (2010). "El libro de las luces" (PDF). في Alfredo Mateos Paramio (المحرر). Memoria de los Moriscos: Escritos y relatos de una diáspora cultural. Sociedad Estatal de Conmemoraciones Culturales. ص. 206–208.
- Norris، Harry T. (1988). "The Rediscovery of the Ancient Sagas of the Banū Hilāl". Bulletin of the School of Oriental and African Studies. ج. 51 ع. 3: 462–481.
- Rosenthal, Franz (1960). "al-Bakrī, Abū ʾl-Ḥasan Aḥmad b. ʿAbd Allāh b. Muḥammad". In Gibb, H. A. R.; Kramers, J. H.; Lévi-Provençal, E.; Schacht, J.; Lewis, B.; Pellat, Ch. (eds.). The Encyclopaedia of Islam, New Edition, Volume I: A–B (بالإنجليزية). Leiden: E. J. Brill. pp. 964–965. ISBN:90-04-08114-3.
- Rosenthal، Franz (1968). A History of Muslim Historiography (ط. 2nd). E. J. Brill.
- Shoshan، Boaz (1993). Popular Culture in Medieval Cairo. Cambridge University Press.